# Аттіла (Мішкольц)
«Аттіла» — колишній футбольний клуб, який базувався у Мішкольці. Найкращий результат команди у чемпіонаті Угорщини — 8 місце у сезоні 1931/32. У 1928 році команда грала у фіналі Кубка Угорщини.

## Зміна назви
- — 1926 Miskolci Atléta Kör
- 1926—1936 Miskolci Attila Kör
- 1936—1939 Miskolci Attila FC
- 1939—1940 Miskolci LESOK

## Відомі гравці
* напівжирним позначені гравці, які викликались до дорослої збірної
- Антон Повольний[hu]
- Шандор Адам[hu]
- Янош Дярматі[hu]
- Арпад Хайош[hu]
- Йожеф Кауцький[hu]
- Йожеф Кріпко[hu]
- Золтан Опата
- Антал Пруха[hu]
- Антал Шіклошші[hu]
- Андре Шимоні
- Реже Сулік

## Досягнення
Чемпіонат Угорщини
- 8 місце: 1931/32

Чемпіонат Угорщини (2-й дивізіон)
- Чемпіон: 1926/27

Чемпіонат Угорщини (3-й дивізіон)
- Чемпіон: 1936/37

Кубок Угорщини
- Фіналіст: 1927/28